# Ligne de tramway 4 (SNCV Groupe de Zwevezele)
Pour les articles homonymes, voir Ligne 4.
La ligne 4 est une ancienne ligne du tramway de Bruges de la Société nationale des chemins de fer vicinaux (SNCV) qui reliait la gare de Bruges à la plaine des Écluses.

## Histoire
Gare  - Grand-Place - Porte de Damme (Dampoort) - Warandebrug

## Infrastructure

### Dépôts et stations
Dépôts utilisés par la ligne situés sur le reste du réseau ou des lignes connexes : Assebroek.

## Exploitation

### Horaires
Tableaux : 337 (1931), numéro de tableau partagé par les lignes urbaines de Bruges 1, 2 , 3, 4,  5 et 6.